# Leucobryum subobtusifolium
Leucobryum subobtusifolium là một loài Rêu trong họ Dicranaceae. Loài này được (Broth.) B.H. Allen mô tả khoa học đầu tiên năm 1992.